# الکساندر رادچنکو
الکساندر رادچنکو (انگلیسی: Oleksandr Radchenko؛ زادهٔ ۱۹ ژوئیهٔ ۱۹۷۶) بازیکن فوتبال اهل اوکراین است.
از باشگاه‌هایی که در آن بازی کرده‌است می‌توان به باشگاه فوتبال کریفباس کریفیی ریه، باشگاه فوتبال دنیپرو، باشگاه فوتبال ماریوپول، باشگاه فوتبال دینامو کی‌یف، و باشگاه فوتبال اوورلا اوژهورود اشاره کرد.
وی همچنین در تیم ملی فوتبال اوکراین بازی کرده‌است.